# R-Studio
R-Studio là một nhóm các tiện ích khôi phục dữ liệu đầy đủ chức năng. Chương trình có phiên bản cho cả hệ điều hành Windows, Mac và Linux. Chương trình này có thể khôi phục dữ liệu từ ổ cứng (HDD), ổ lưu trữ thể rắn (SSD), bộ nhớ flash và các thiết bị lưu trữ dữ liệu lắp trong và lắp ngoài khác. Chương trình này dành cho các chuyên gia về khôi phục dữ liệu, nhưng các chuyên gia Công nghệ Thông tin và người sử dụng máy tính phổ thông cũng có thể sử dụng nó để tự khôi phục các tập tin bị mất. R-Studio được công nhận bởi các chuyên gia khôi phục dữ liệu trên toàn thế giới là tiêu chuẩn mặc định trong ngành.
R-Undelete là một chương trình đơn giản hóa dựa trên nhân kernel của R-Studio, được phát triển và phát hành cho những người sử dụng không chuyên. Chương trình này chỉ hoạt động trong Windows, có một giao diện giản lược và ứng dụng chỉnh sửa thập lục phân, và không có chức năng khôi phục dữ liệu mạng và RAID. Tiện ích miễn phí R-Undelete được cung cấp đến người dùng gia đình và có khả năng khôi phục các tập tin từ hệ thống tập tin FAT/exFAT, chủ yếu được sử dụng cho các bộ nhớ flash USB và thẻ nhớ SD trong máy ảnh và máy quay kỹ thuật số.

## Nền tảng hoạt động
Chương trình này sử dụng hai phương thức khôi phục dữ liệu:

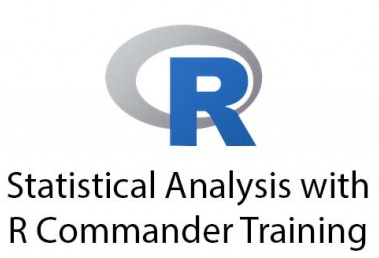

1. Phân tích dữ liệu trên các ổ đĩa để tìm thông tin về hệ thống tập tin đang tồn tại và đã tồn tại. Các tập tin sẽ được khôi phục dựa trên những thông tin này. Nếu thành công, phương thức này sẽ không chỉ khôi phục được chính các tập tin, mà còn cả cấu trúc thư mục trên các ổ đĩa, bao gồm cả dấu thời gian.
2. Tìm kiếm các tập tin sử dụng chữ ký tập tin, là các dấu hiệu byte tiêu biểu cho các loại tập tin nhất định, ví dụ là cho các tập tin jpg hoặc doc. Phương thức này được sử dụng khi thông tin về hệ thống tập tin bị hư hại quá nặng nề, đến mức phương thức đầu tiên không thể được sử dụng. Chỉ có thể khôi phục được nội dung của các tập tin sử dụng phương thức này, còn các thông tin về tên tập tin, cấu trúc thư mục và dấu thời gian sẽ bị mất đi.

## Nội dung chương trình
Ngoài chương trình khôi phục dữ liệu, R-Studio còn bao gồm:
- Một ứng dụng chỉnh sửa dữ liệu ổ đĩa đầy đủ chức năng
- Một mô-đun khôi phục RAID cao cấp. Cả hai cấp độ RAID tiêu chuẩn và tùy chỉnh đều được hỗ trợ. Các tham số RAID có thể được xác định tự động.
- Một mô-đun tạo hình ảnh và sao chép ổ đĩa.
- Một mô-đun giám sát tham số S.M.A.R.T. cho ổ đĩa.
- Một mô-đun khôi phục dữ liệu mạng, cả cho mạng cục bộ và Internet.
- Một phiên bản khẩn cấp của R-Studio để khôi phục dữ liệu từ các máy tính không thể khởi động. Nó có thể được chạy từ bất kỳ phương tiện di động nào (USB, CD/DVD, v.v...) được hỗ trợ bởi máy tính của người dùng, bất kể hệ điều hành được cài đặt (Windows, Macintosh, Linux).
- Một mô-đun tích hợp với DeepSpar Disk Imager, một thiết bị chuyên dụng để sao chép các ổ đĩa hỏng. (Chỉ dành cho giấy phép Kỹ thuật viên).

## Phiên bản đa nền tảng của R-Studio
Có các phiên bản cho Windows, Mac OSX và Linux. Tất cả các phiên bản đều có cùng chức năng

## Các tính năng chính của R-Studio
- Một giao diện đa ngôn ngữ bao gồm tiếng Việt.
- Một giao diện và trợ giúp đa ngôn ngữ bao gồm tiếng Việt.
- Hệ thống tập tin được hỗ trợ: FAT12, FAT16, FAT32, exFAT, NTFS, NTFS5, ReFS, HFS/HFS+ (Macintosh), Ext2/Ext3/Ext4 FS (Linux), và UFS1/UFS2 (FreeBSD/OpenBSD/NetBSD/Solaris).
- Hỗ trợ cho các tập tin và thư mục có tên địa phương (tiếng Việt, các ngôn ngữ châu Âu và châu Á)
- Hỗ trợ các tập tin NTFS nén và được mã hóa.
- Hỗ trợ các ổ đĩa động, bao gồm RAID Windows phần mềm.
- Hỗ trợ các trình quản lý ổ đĩa lô-gic: Không gian Lưu trữ Windows (Windows 8/8.1 và 10/Threshold 2), RAID Apple phần mềm và Trình Quản lý Ổ đĩa Lôgic của Linux (LVM/LVM2).
- Hỗ trợ cho các chữ ký tập tin: một nhóm được quy định trước cho các loại tập tin thông dụng, và các loại tập tin được tùy chỉnh bởi người dùng.

## R-Studio làm công cụ pháp lý
R-Studio cũng có thể được sử dụng làm công cụ pháp lý (phục vụ ngành pháp y máy tính) nhằm tìm kiếm, trích xuất các dữ liệu nhạy cảm, quan trọng. Ở một số quốc gia, đây là một thành phần bắt buộc của bất kỳ hệ thống máy trạm pháp lý nào.

## Tương tự
- Dmde
- UFS Explorer
- Recuva